# Persone di nome Sheila
| Questa pagina contiene informazioni ricavate automaticamente dalle voci biografiche con l'ausilio del template Bio e di un bot. L'aggiornamento è periodico e automatico e ricostruisce completamente la pagina. Se manca una persona in questa lista, sei pregato di non aggiungerla, ma accertati piuttosto che la sua voce biografica contenga il template Bio e che i dati anagrafici siano correttamente compilati. Se il template Bio manca, inseriscilo tu stesso o, in alternativa, metti l'avviso {{tmp\|Bio}} che ne segnala la mancanza. Se i dati riportati sono sbagliati, correggi direttamente la voce biografica; le modifiche saranno visibili in questa lista entro pochi giorni. Per chiarimenti vedi il progetto antroponimi. La lista contiene solo le 52 persone che sono citate nell'enciclopedia e per le quali è stato implementato correttamente il template Bio. Pagina aggiornata al 22 lug 2025. |

Questa è una lista di persone presenti nell'enciclopedia che hanno il nome Sheila, suddivise per attività principale.

## Altiste(1)
- Sheila Lerwill, ex altista britannica (Londra, n. 1928)

## Attrici(17)
- Sheila Allen, attrice statunitense (New York, n. 1929 - † 2013)
- Sheila Atim, attrice, cantante e drammaturga ugandese (Kampala, n. 1991)
- Sheila Bond, attrice e cantante statunitense (New York, n. 1927 - New York, † 2017)
- Sheila Bromley, attrice statunitense (San Francisco, n. 1911 - Los Angeles, † 2003)
- Sheila Gish, attrice britannica (Lincoln, n. 1942 - Londra, † 2005)
- Sheila Hancock, attrice britannica (Blackgang, n. 1933)
- Sheila Kelley, attrice statunitense (Greensburg, n. 1961)
- Sheila James Kuehl, attrice, avvocato e politico statunitense (Tulsa, n. 1941)
- Sheila Larken, attrice statunitense (Brooklyn, n. 1944)
- Sheila MacRae, attrice, cantante e ballerina britannica (Londra, n. 1921 - Englewood, † 2014)
- Sheila McCarthy, attrice canadese (Toronto, n. 1956)
- Sheila O'Connor, attrice e sceneggiatrice francese (Parigi, n. 1966)
- Sheila Reid, attrice britannica (Glasgow, n. 1937)
- Sheila Sim, attrice britannica (Liverpool, n. 1922 - Londra, † 2016)
- Sheila Smith, attrice statunitense (Conneaut, n. 1933 - † 2023)
- Sheila Vand, attrice statunitense (Los Angeles, n. 1985)
- Sheila White, attrice inglese (Londra, n. 1948 - Kingston upon Thames, † 2018)

## Attrici pornografiche(2)
- Luna Star, attrice pornografica cubana (L'Avana, n. 1989)
- Sheila Stone, attrice pornografica italiana (Catania, n. 1970)

## Avvocate(1)
- Sheila Ritchie, avvocato e politica britannica (Perth, n. 1957)

## Batteriste(1)
- Sheila E., batterista e cantante statunitense (Oakland, n. 1957)

## Calciatrici(2)
- Sheila van den Bulk, calciatrice olandese (Rotterdam, n. 1989)
- Sheila García, calciatrice spagnola (Yunquera de Henares, n. 1997)

## Cantanti(2)
- Sheila Chandra, cantante britannica (Londra, n. 1965)
- Sheila Jordan, cantante e cantautrice statunitense (Detroit, n. 1928)

## Cestiste(3)
- Sheila Lambert, ex cestista statunitense (Seattle, n. 1980)
- Sheila Strike, ex cestista canadese (Vancouver, n. 1954)
- Sheila Townsend, ex cestista canadese (Vancouver, n. 1980)

## Danzatrici(1)
- Sheila Mello, ballerina, personaggio televisivo e attrice brasiliana (San Paolo, n. 1978)

## Dirigenti d'azienda(1)
- Sheila Ford Hamp, dirigente d'azienda statunitense (Detroit, n. 1951)

## Ingegnere(1)
- Sheila Widnall, ingegnere, insegnante e dirigente pubblica statunitense (Tacoma, n. 1938)

## Insegnanti(1)
- Sheila Jasanoff, docente indiana (Calcutta, n. 1944)

## Lunghiste(1)
- Sheila Sherwood, ex lunghista britannica (n. 1945)

## Medici(1)
- Sheila Sherlock, medico inglese (Dublino, n. 1918 - Londra, † 2001)

## Nuotatrici(1)
- Sheila Taormina, ex nuotatrice, triatleta e pentatleta statunitense (Livonia, n. 1969)

## Pallavoliste(2)
- Sheila López, pallavolista portoricana (San Juan)
- Sheila Ocasio, ex pallavolista portoricana (Río Piedras, n. 1982)

## Pattinatrici di velocità su ghiaccio(1)
- Sheila Young, ex pattinatrice di velocità su ghiaccio e ex pistard statunitense (Birmingham, n. 1950)

## Politiche(5)
- Sheila Bair, politica e avvocata statunitense (Wichita, n. 1954)
- Sheila Cherfilus-McCormick, politica statunitense (New York, n. 1979)
- Sheila Dikshit, politica indiana (Kapurthala, n. 1938 - Nuova Delhi, † 2019)
- Sheila Frahm, politica statunitense (Colby, n. 1945)
- Sheila Jackson Lee, politica, avvocata e attivista statunitense (New York, n. 1950 - Houston, † 2024)

## Sciatrici alpine(1)
- Sheila Holzworth, sciatrice alpina statunitense (n. 1961 - † 2013)

## Scrittrici(2)
- Sheila Gordon, scrittrice statunitense (Johannesburg, n. 1927 - New York, † 2013)
- Sheila Heti, scrittrice canadese (Toronto, n. 1976)

## Storiche(2)
- Sheila Fitzpatrick, storica e docente australiana (Melbourne, n. 1941)
- Sheila Rowbotham, storica britannica (Leeds, n. 1943)

## Tenniste(1)
- Sheila Piercey, tennista sudafricana (Johannesburg, n. 1919 - Johannesburg, † 2005)

## Velociste(2)
- Sheila Echols, ex velocista e lunghista statunitense (Memphis, n. 1964)
- Sheila Ingram, velocista statunitense (Washington, n. 1957 - † 2020)